# Воштица
Воштица, Оштица или Устица (Микромилија) је насељено место у општини Зрново у периферији Источна Македонија и Тракија, Грчка. Према попису из 2021. године било је 36 становника.
Према бугарском географу и историчару, Василу Канчову, у Воштици је 1900. године живело 550 Словена муслимана. Године 1923. муслиманско становништво је принудно исељено у Турску а на њихово место је насељена 61 грчка избегличка породица, којих је било на попису из 1928. године 183.